# لئونگاتا
لئونگاتا (به انگلیسی: Leongatha) یک شهرک در استرالیا است که در ویکتوریا (استرالیا) واقع شده‌است.